# Canciones de todos los días
Canciones de todos los días es el nombre del segundo álbum, como solista, del cantautor, compositor y productor musical venezolano de origen israelí Ilan Chester. Fue publicado por Sonográfica en 1983.
Con “Canciones de todos los días” Ilan Chester logró el reconocimiento del público general en Venezuela de comienzos de la década de 1980, en especial por el amplio éxito del tema "Canto al Ávila".
Con excepción del tema “Qué pasó” compuesto por Alberto Slezynger, todos los temas son compuestos por Chester, en lo que se convirtió en un álbum emblemático de la música pop venezolana de la mencionada década. Las letras varían desde la balada romántica hasta líricas dedicadas a la realidad social, celebración de la vida y el amor.

## Lista de canciones
1. Historia de un buen día
2. Canto al Ávila
3. Dímelo
4. Qué pasó
5. Marea de la mar
6. Yo me voy
7. Soledad
8. Para mí
9. Quiero brindar
10. Lucha por la economía

## Músicos
- Ilan Chester (voz, teclados, sintetizador, batería, bajo electrónico)
- Gerardo López (coros)
- Guillermo Carrasco (coros)
- Manolo Álvarez (coros).
- Álvaro Falcón (guitarra eléctrica y acutisca)
- Ezequiel Serrano (saxo alto, saxo tenor)
- Benjamín Brea (saxo tenor)
- Carlos "Nené" Quintero (percusión)